# Janet Thompson
Janet L. Thompson, coniugata Milner e, successivamente, Weston (Elliott, 11 luglio 1933 – Griswold, 9 luglio 2014), è stata una cestista statunitense.

## Carriera
Ha giocato a livello di college alla Iowa Wesleyan University. Vinse la medaglia d'oro con gli Stati Uniti ai Campionati del mondo del 1953, segnando 11 punti in 6 partite.
Nel 2004 è stata introdotta nella Iowa Wesleyan Sports Hall of Fame.